# Dressed to Kill (film, 1928)

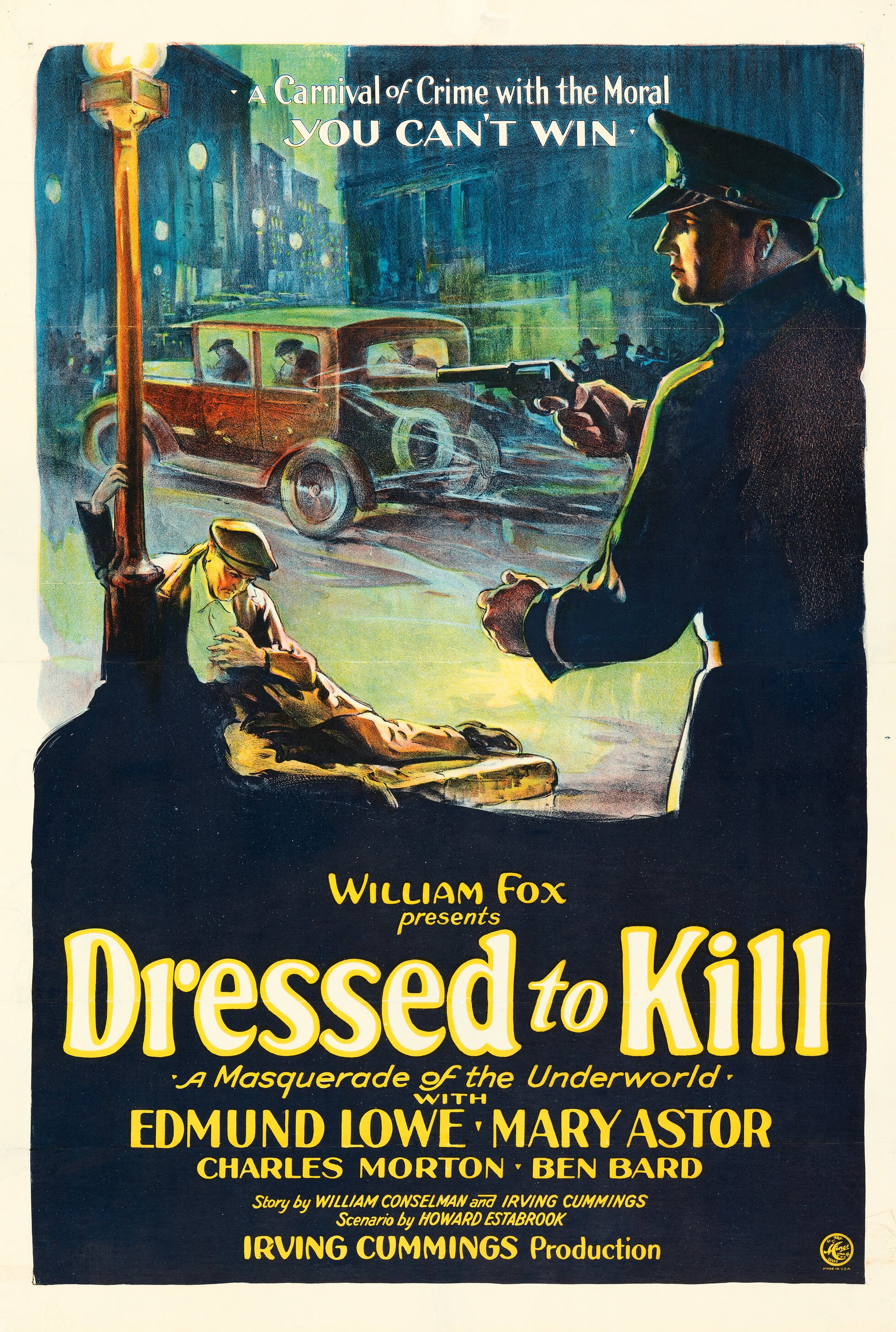
Affiche du film.

Pour les articles homonymes, voir Dressed to Kill.
Dressed to Kill est un film américain réalisé par Irving Cummings, sorti en 1928.

## Fiche technique
- Réalisation : Irving Cummings
- Scénario : Malcolm Stuart Boylan
- Producteur : William Fox
- Photographie : Conrad Wells
- Montage : Frank E. Hull
- Format : Noir & blanc - 35 mm[1]
- Pays de production :  États-Unis
- Distributeur : Fox Film Corporation
- Durée : 70 minutes
- Date de sortie : 18 mars 1928

## Distribution
- Edmund Lowe : Mile-Away Barry
- Mary Astor : Jeanne
- Ben Bard  : Nick
- Bob Perry : Ritzy Logan
- Joe Brown : lui-même
- Tom Dugan : Silky Levine
- John Kelly : Biff Simpson
- Robert Emmett O'Connor : Détective Gilroy
- R. O. Pennell : Professeur
- Ed Brady : serveur
- Charles Morton : l'ami de  Jeanne
- Harry Dunkinson : non crédité
- Florence Wix : habilleuse (non créditée)

## Statut du film
Une copie du film est conservée au Museum of Modern Art.